# Bienvenue à Monte-Carlo
Pour plus de détails, voir Fiche technique et Distribution.
Bienvenue à Monte-Carlo, ou Des vacances de princesse : Bienvenue à Monte-Carlo pour son exploitation vidéo et Monte Carlo au Québec, (Monte Carlo) est une comédie romantique réalisée par Thomas Bezucha et sortie en 2011.
Le film est librement adapté du roman Headhunters de Jules Bass. Il a reçu des critiques mitigées de la part de la presse américaine et a effectué une faible performance au box-office, remboursant son budget mais engendrant très peu de bénéfices.

## Synopsis
Grace Bennett (Selena Gomez) est une jeune Texane qui vient d'avoir son bac. Après avoir économisé pendant ses quatre années de lycée, elle a enfin assez d'argent pour pouvoir se payer le voyage de ses rêves à Paris avec son amie Emma (Katie Cassidy), rencontrée au travail. Estimant qu'Emma n'est pas une jeune fille responsable, la mère de Grace demande à sa belle-fille, soit la demi-sœur de Grace, Meg (Leighton Meester) de les accompagner. Malgré des relations tendues avec elles, Meg est obligée d'y aller pour faire plaisir à son père. Avant son départ, Emma se dispute avec son amoureux Owen (Cory Monteith) qui est un peu jaloux de voir sa petite amie partir pour la "ville de l'amour".
Une fois arrivées à Paris, les filles découvrent que leur guide touristique est la pire de Paris et le début du séjour est un véritable échec. Les trois jeunes filles se rendent compte qu'elles ne profitent pas assez de la ville.
Alors qu'elles sont sur la Tour Eiffel, leur bus part sans elles et elles se retrouvent perdues dans Paris. Pour échapper à un orage, elles se réfugient dans un hôtel cinq étoiles, dans les toilettes duquel elles rencontrent le portrait craché de Grace : une riche héritière anglaise Cordelia Winthrop Scott. Comme la riche héritière décide de quitter Paris, Grace se fait passer pour elle.
Le lendemain, Grace, Meg et Emma s'en vont pour Monte-Carlo, où Grace rencontre Théo Marchand (Pierre Boulanger), jeune homme riche dont elle tombe amoureuse. Emma, quant à elle, rencontre le Prince Dominico qui tombe sous son charme. Meg retrouve Riley, un garçon rencontré à Paris, et passe une soirée inoubliable avec lui.
Pendant ce temps, la tante de Cordelia découvre la véritable identité de Grace ; mais pensant que c'est un sosie que Cordelia a engagé, elle décide de garder le silence. Le lendemain, la vraie Cordelia revient à l'hôtel et découvre ce que Grace, Meg et Emma ont manigancé.

## Fiche technique
Sauf indication contraire, les informations mentionnées dans cette section peuvent être confirmées par la base de données cinématographiques IMDb,  présente dans la section « Liens externes ».
- Titre original et québécois : Monte Carlo
- Titre français : Bienvenue à Monte-Carlo (cinéma) / Des vacances de princesse : Bienvenue à Monte-Carlo (vidéo)
- Réalisation : Thomas Bezucha
- Scénario : Thomas Bezucha, April Blair et Maria Maggenti, d'après une histoire de Kelly Bowe, librement basée sur le roman Headhunters de Jules Bass
- Direction artistique : Mónika Esztán
- Décors : Hugo Luczyc-Wyhowski
- Costumes : Shay Cunliffe
- Photographie : Jonathan Brown
- Montage : Jeffrey Ford
- Musique : Michael Giacchino
- Casting : Deborah Aquila, Jill Gagé et Tricia Wood (Amérique du Nord) / Corinne Renard-Bendjadi (France)
- Production : Denise Di Novi, Alison Greenspan, Nicole Kidman et Arnon Milchan
- Producteurs délégués : Per Saari, Deborah Schindler, Forest Whitaker et Stan Wlodkowski
- Sociétés de production : Fox 2000 Pictures, Regency Enterprises, Di Novi Pictures, Dune Entertainment et Blossom Films
- Société de distribution : 20th Century Fox
- Budget : 20 millions de dollars[2]
- Pays d'origine :  États-Unis
- Langues originales : anglais et français
- Format : Couleur - 1.85 : 1 - son Dolby Digital
- Genre : Comédie romantique
- Durée : 109 minutes
- Dates de sortie : 
  -  États-Unis /  Canada /  Québec : 1er juillet 2011
  -  Belgique : 27 juillet 2011
  -  France : 24 août 2011 (sortie limitée)

## Distribution
- Selena Gomez (VF : Élisabeth Ventura ; VQ : Catherine Brunet) : Grace Bennett / Cordelia Winthrop Scott
- Leighton Meester (VF : Laëtitia Godès ; VQ : Ariane-Li Simard-Côté) : Margaret « Meg » Kelly
- Katie Cassidy (VF : Dorothée Pousséo ; VQ : Annie Girard) : Emma Perkins
- Cory Monteith (VF : Thomas Roditi ; VQ : Pierre-Yves Cardinal) : Owen Andrews
- Luke Bracey (VQ : Hugolin Chevrette) : Riley
- Pierre Boulanger (VF : lui-même ; VQ : Nicolas Bacon) : Théo Marchand
- Christophe Malavoy (VF : lui-même) : Bernard Marchand
- Catherine Tate (VF : Danièle Douet ; VQ : Élise Bertrand) : Alicia Winthrop-Scott
- Andie MacDowell (VF : Odile Cohen) : Pamela Bennett-Kelly
- Brett Cullen : Robert Kelly
- Giulio Berruti : le prince Domenico Da Silvano
- Valérie Lemercier (VF : elle-même ; VQ : Michèle Lituac) : madame Valérie, la guide touristique à Paris
- Franck de Lapersonne (VF : lui-même) : le directeur de l'Hôtel Grand Belle à Paris
- Bruno Abraham-Kremer : le capitaine de police
- Kamel Laadaili : l'agent de sécurité à l’aéroport
- Source et légende : Version française (VF) via le carton de doublage sur l'édition DVD française ; Version québécoise (VQ) via Doublage Québec[3].

## Production

### Genèse et développement
Le film est librement adapté du roman Headhunters de Jules Bass qui raconte l'histoire de quatre jeunes femmes du Texas, prétendant être de jeunes héritières pour trouver des maris à Monte Carlo. Sur place, elles font la rencontre de quatre gigolos qui se font eux-aussi passer pour des riches. 20th Century Fox achète les droits d'adaptation en 1999, trois ans avant la publication du roman.
En 2005, il est dévoilé que le scénario serait écrit par Jez et John Henry Butterworth et que l'actrice Nicole Kidman incarnerait l'une des quatre femmes.
Les Butterworth sont finalement exclus du projet et Thomas Bezucha est engagé comme réalisateur. Il s'associe avec Maria Maggenti pour écrire un nouveau scénario qui s'éloigne un peu plus du roman. Dans cette seconde version, Nicole Kidman aurait interprété une professeure qui décide de partir en vacances à Paris puis se fait passer pour une femme riche à Monaco avec deux amies.
En 2010, la production décide de réécrire une troisième fois le scénario, souhaitant cibler un public moins adulte. Ce troisième script, écrit en collaboration avec April Blair, est celui choisi pour le projet. Les personnages étant plus jeunes, Nicole Kidman est obligée d'abandonner le rôle mais garde une place de productrice sur le film via sa société, Blossom Films.

### Attribution des rôles
En mars 2010, Selena Gomez rejoint la distribution pour interpréter l'une des trois jeunes femmes au centre de l'histoire. Pour le rôle, l'actrice commence à prendre des leçons de piano et à s'entraîner à prendre l'accent britannique. Le même mois, Leighton Meester entre en négociation avec la production pour le rôle de Meg, qu'elle obtient peu de temps après.
En avril 2010, Katie Cassidy signe pour le rôle de la troisième et dernière fille du groupe et Cory Monteith rejoint la distribution pour le rôle de son fiancé. L'acteur français Pierre Boulanger obtient le rôle de Théo Marchand, l'intérêt amoureux du personnage de Selena Gomez, signant son premier rôle en langue anglaise.

### Tournage
Le tournage du film a débuté le 5 mai 2010 et s'est terminé le 7 juillet 2010. Il s'est déroulé dans plusieurs pays et villes : Județ de Harghita en Roumanie ; Budapest et Dunakeszi en Hongrie ; Paris en France et Monte-Carlo à Monaco. C'est le premier film à avoir été tourné au Raleigh Studios de Budapest.

## Accueil

### Critiques
Le film reçoit des critiques mitigées aux États-Unis. Sur le site agrégateur de critiques Rotten Tomatoes, il obtient 39 % de critiques positives, avec une note moyenne de 4,8/10 sur la base de 36 critiques positives et 56 critiques négatives.
Le consensus critique établi par le site résume que le film contient quelques moments charmants mais qu'il est principalement bête et prédictible et ne pousse jamais les limites de sa formule.
Sur Metacritic, il obtient une note de 42/100 basée sur 23 critiques collectées.

### Box-office
| Pays ou région | Box-office    | Date d'arrêt du box-office | Nombre de semaines |
| -------------- | ------------- | -------------------------- | ------------------ |
| France         | 2 500 entrées | 6 septembre 2011           | 2                  |
| États-Unis     | 23 186 769 $  | 29 septembre 2011          | 13                 |
| Mondial        | 39 667 665 $  | 6 novembre 2011            | -                  |

## Distinctions
Sauf indication contraire, les informations mentionnées dans cette section peuvent être confirmées par la base de données cinématographiques IMDb,  présente dans la section « Liens externes ».

### Récompenses
- Hollywood Teen TV Awards 2012 : Actrice de cinéma préférée pour Selena Gomez

### Nominations
- Teen Choice Awards 2011 :
  - Film de l'été
  - Star de cinéma féminine de l'été pour Selena Gomez
  - Star de cinéma masculine de l'été pour Cory Monteith
- ALMA Awards 2011 : Actrice préférée dans un film musical ou une comédie pour Selena Gomez